# Projet EPICA

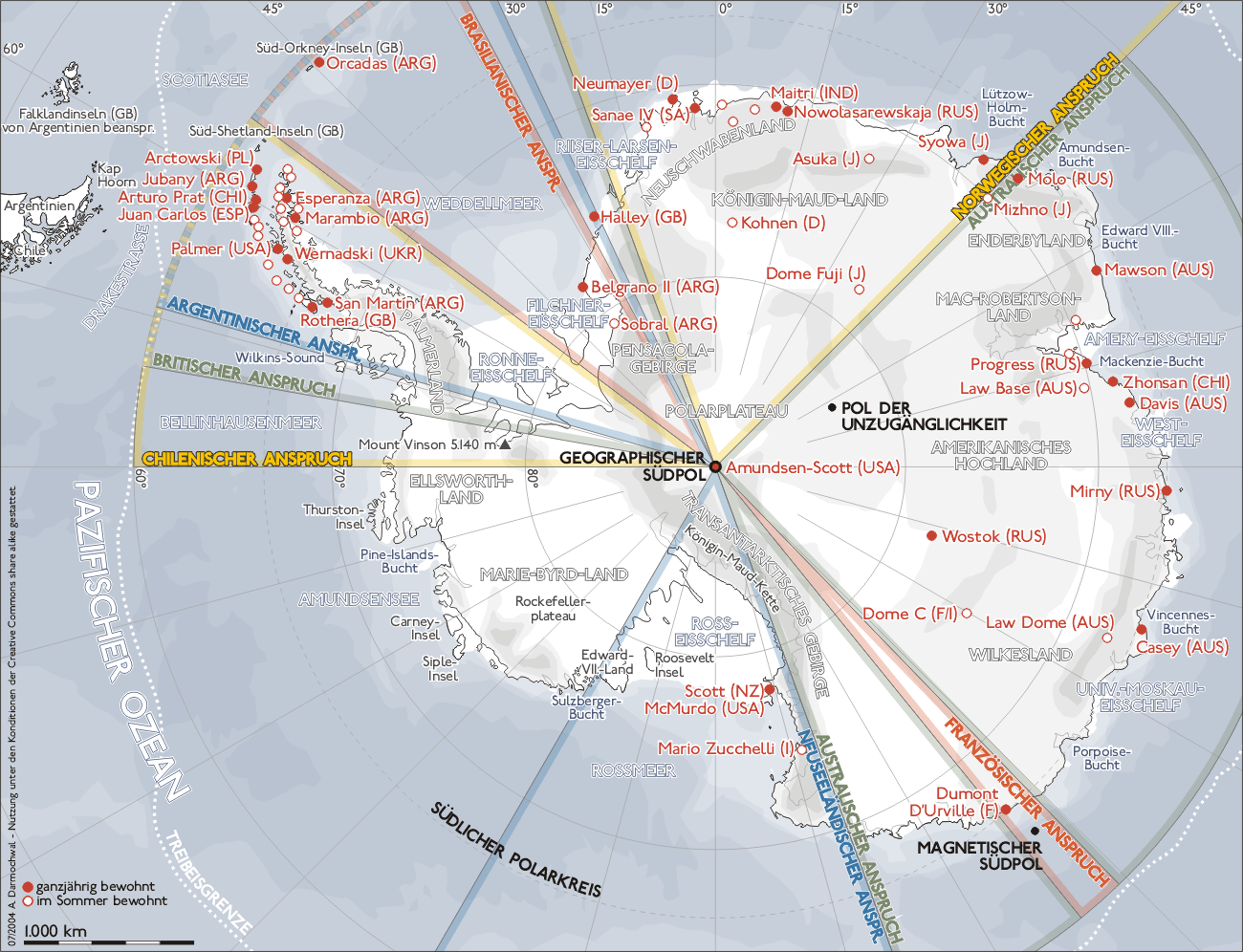
Les bases antarctiques.

Évolutions de la concentration en atmosphérique et des températures, complétées avec les données du projet EPICA.

Le projet EPICA (pour European Project for Ice Coring in Antarctica) est un projet européen de forage dans les glaces profondes de l'Antarctique.

## Présentation
Son but principal est d'obtenir des données complètes sur les archives climatiques et atmosphériques à partir des glaces de l'Antarctique en forant puis en analysant les glaces de deux forages, et en les comparant avec les données issues d'autres forages au Groenland (les projets GRIP et GISP). Les informations fournies par ces analyses ont mis en évidence les variabilités climatiques et atmosphériques depuis 740 000 ans. 
Ce programme, encadré par la Fondation européenne de la science (ESF), fut initié en 1995 et regroupe dix pays européens : la Belgique, le Danemark, la France, l'Allemagne, l'Italie, les Pays-Bas, la Norvège, la Suède, la Suisse et le Royaume-Uni.
Les deux forages profonds se situent donc en Antarctique :
- à la station Concordia au dôme C (dôme Charlie) ;
- et à la station Kohnen.

## Résultats
Le forage du dôme C a donné des résultats publiés en 2004 dans la revue Nature. Prolongeant les résultats obtenus les deux décennies précédentes grâce au forage de la base antarctique Vostok, le projet EPICA permet de reconstruire l'évolution — identique — des températures et de la teneur atmosphérique en dioxyde de carbone (CO2) sur 800 000 ans, soit huit cycles glaciaires.

## Beyond EPICA
Le projet européen Beyond EPICA - Oldest Ice vise à obtenir des carottes de glace plus anciennes, qui devraient fournir des données climatiques remontant à 1,5 million d'années. Un site de forage, « Little Dome C », a été choisi en 2022, situé à 34 km de la station Concordia, et les opérations de forage devraient s'échelonner jusqu'en 2026,.
Au début de l'année 2025, les glaciologues ont annoncé qu'après avoir foré jusqu'à une profondeur de 2 800 m, ils ont trouvé dans les 2 480 m supérieurs la carotte de glace la plus ancienne possiblement ininterrompue à ce jour,. Elle remonte à 1,2 million d'années, et couvre  une période où les cycles de glaciation sont passés de 41 000 ans à 100 000 ans. Le coordinateur de Beyond EPICA, Carlo Barbante, a déclaré que les niveaux de dioxyde de carbone sont aujourd'hui 50 % plus élevés qu'à n'importe quel moment au cours des 800 000 dernières années.